# Svalbard
Svalbard  ( PRONÚNCIA), Esvalbarda   ou Esvalbarde </ref>  é um arquipélago norueguês, situado no Ártico, e localizado a norte da Noruega, a meia distância entre a Europa continental e o Polo Norte.                                                                          
Localizadas a uns 1 000 km do norte da Noruega, as suas ilhas são banhadas a norte pelo oceano Glacial Ártico, a leste pelo mar de Barents e a oeste pelo mar da Noruega e pelo mar da Gronelândia .

As ilhas de Svalbard foram vistas como ”terra de ninguém” durante séculos, sendo apenas visitadas por pescadores de baleias e caçadores.                                                                             O arquipélago foi incorporado na Noruega em 1925 pelo Tratado de Svalbard, assinado em Paris, a 9 de fevereiro de 1920.                                                                                                                            Ficou então sob a soberania norueguesa, mas sujeito a um regime especíal de acesso aos seus recursos naturais pela comunidade internacional.

Svalbard tem um clima muito frio e pouco hospitaleiro, e uma grande quantidade de ursos polares muito perigosos para os seres humanos. Não tem uma população originária, embora tenha 3 024 habitantes temporários (2024) — principalmente noruegueses e russos. Na localidade mineira de Sveagruva — a uns 60 km de Longyearbyen — foi extraído carvão entre 1917 e 1976. Na "localidade russa" de Barentsburgo, uma companhia russa dedica-se à exploração mineira de carvão.

## Etimologia e uso
O nome geográfico Svalbard deriva das palavras nórdicas antigas sval (frio) e bard (borda), significando ”borda fria” ou ”costas frias”.
O arquipélago está mencionado em textos islandeses da década de 1190.
Em textos em português costuma ser usada a forma original Svalbard.

## Território e clima
Com uma área total de 62 049 km², sensivelmente a mesma da Irlanda, o arquipélago de Svalbard consiste em um numeroso grupo de ilhas e ilhéus localizados entre os 74°N e os 81°N, e entre 10°E e 34°E. O ponto mais alto do arquipélago é o Newtontoppen, na ilha de Spitsbergen, com 1717 m de altitude.

As principais ilhas do arquipélago são Spitsbergen, Nordaustlandet, Edgeøya e Barentsøya.

- Spitsbergen, com 37 814 km² de área, a maior ilha e a única com população residente;
- Nordaustlandet (Terra do Nordeste), com 14 467 km², desabitada;
- Edgeøya (ilha Edge), com 5 073 km² desabitada.
- Barentsøya (ilha de Barents), com 1 291 km², desabitada;

Entre as outras ilhas menores estão:

- Kvitøya (ilha ilha Kvit), com 682 km², no extremo nordeste do arquipélago, desabitada;
- Kong Karls Land (Terra do Rei Carlos), ilhas desabitadas;
- Hopen, com presença humana permanente, mas sem residentes;
- Bjørnøya, ou ilha do Urso, com 178 km², situada muito a sul, com presença humana permanente, mas sem residentes;
- Prins Karls Forland, com 615 km², desabitada;
- Rossøya, a mais setentrional do sub-arquipélago de Sjuøyane, desabitada.
- Kongsøya, desabitada.

As  normais climáticas para Svalbard indiciam um clima tipicamente ártico, embora temperado pela corrente do Atlântico Norte, um prolongamento terminal para nordeste da corrente do Golfo. As temperaturas médias mensais ao nível do mar oscilam entre os -12,4 ºC a -17,0 ºC em Fevereiro e os 4,0 ºC a 6,5 ºC em Julho. A precipitação anual, quase toda sob a forma de neve, oscila entre os 190 e os 525 mm. Dada a elevada latitude, quase metade do ano é noite permanente, seguida por igual número de meses com o sol da meia-noite à vista.  Em Longyearbyen, o sol da meia-noite dura de 20 de abril a 23 de agosto e a noite ártica de 26 de outubro a 15 de fevereiro.

A geologia de Svalbard é muito variada, incluindo algumas das rochas mais antigas do planeta (3,5 mil milhões de anos). Uma carta geológica detalhada está disponível na página do Instituto Norueguês de Investigação Polar.

## Fauna e flora
A fauna do arquipélago é rica incluindo o urso-polar, a raposa-polar, uma subespécie da rena europeia, um leão-marinho e uma multiplicidade de aves marinhas. A ilha de Spitsbergen tem uma espécie endêmica de camundongo, o Microtus epiroticus.

Os mares do arquipélago são ricos em cetáceos, que em tempos constituíram o principal recurso económico explorado no arquipélago, com instalação de várias estações de apoio à baleação, e peixe. A pesca continua a ser um recurso importante na área, em especial para a frota russa.

A flora é variada embora restrita às zonas não glaciais e ao curto período de crescimento permitido pelo clima. Todo o arquipélago está situado a norte da timberline polar, pelo que não existem árvores.

As condições edafo-climáticas existentes não permitem qualquer tipo de cultura, pelo que nunca existiu qualquer atividade agrícola ou pecuária no exterior. Contudo, na comunidade russa de Barentsburgo existem estufas para produção de vegetais e uma pocilga (a mais ao norte no planeta).

## Demografia

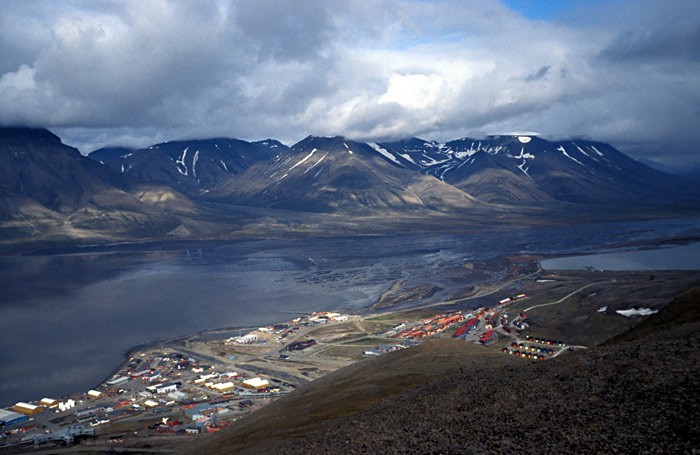
Longyearbyen, a capital administrativa de Svalbard

Devido ao clima e ao território inóspitos, a fixação de população apenas começou a partir da descoberta das jazidas de carvão e do início da sua exploração comercial.  A população de Svalbard é constituída por cerca de 3 042 residentes (2024), dos quais cerca de 64% são noruegueses (essencialmente residentes em Longyearbyen e Ny-Ålesund).

Pelo censo de 2025 do Instituto Nacional de Estatística da Noruega (Statistisk sentralbyrå), a população de Svalbard tinha a seguinte distribuição:

- Longyearbyen e Ny-Ålesund: 1 691, registados na Noruega e 865, registados no estrangeiro
- Barentsburgo (Баренцбург): 297
- Hornsund: 10

Havendo ainda a contar com duas ilhas do arquipélago;

- Bjørnøya: 9
- Hopen: 4

### Povoados
São os seguintes os povoados existentes no arquipélago (alguns já sem residentes permanentes):
- Longyearbyen – A capital administrativa da ilha, com cerca de 2 500 habitantes (2024). [23]
- Barentsburgo (Баренцбург) - Antiga colónia neerlandesa vendida aos russos. Esta colónia mineira russa, com cerca de 340 residentes (2024), é hoje a única mina activa na ilha. [24]
- Grumant (Грумант) – Uma colónia russa abandonada desde 1961. Tem havido notícia de um possível retomar da mineração, mas a crise económica russa não pressagia sucesso. [25]
- Ny-Ålesund – Antiga localidade mineira, cuja mina foi encerrada, e é atualmente uma plataforma de pesquisa internacional. [26]
- A Pirâmide (Пирамида) – Uma grande colónia de mineração russa, abandonada em 2000. Uma vez resolvidas as questões de propriedade, as suas valiosas infra-estruturas poderão levar a um repovoamento. [27]
- Sveagruva – Antiga localidade mineira, cuja mina foi encerrada em 2016 e a área devolvida ao estado natural. [28]
- Esmeremburgo — Antiga estação de baleação neerlandesa, abandonada cerca de 1660. [29]

## História
O arquipélago de Svalbard é conhecido desde tempos imemoriais pelos povos das regiões árticas europeias e asiáticas, aparecendo referências a território insulares do Ártico nas sagas islandesas dos séculos X e XI, assentes nas tradições dos Vikings (embora a identificação das ilhas referidas com a Gronelândia, Jan Mayen ou Svalbard seja discutível). As tradições dos povos da Lapónia e da costa siberiana também incluíam referências às ilhas do Ártico. 

Contudo, as primeiras referências seguras aparecem em crónicas russas dos séculos XIV e XV que atribuem a exploração das ilhas aos pomors, que as tinham considerado como parte da Gronelândia e, em consequência, denominado de Grumant (Грумант) (designação depois adoptada para uma das grandes comunidades mineiras soviéticas, hoje abandonada).
Apesar deste conhecimento ancestral, a existência das ilhas era ignorada pela intelectualidade europeia, que apenas delas teve conhecimento pelas crónicas da expedição que Willem Barentsz liderou em 1596, na procura da mítica passagem do nordeste para o Extremo Oriente e para a Índia. Deve-se a Barents a atribuição à principal ilha do nome de Spitsbergen (que significa picos aguçados, uma referência às montanhas da ilha), que acabou por se estender durante muito tempo a todo o arquipélago de Svalbard.

Durante o período em que as ilhas eram conhecidas por Spitsbergen, a ilha que hoje ostenta o nome era chamada Spitsbergen Ocidental, ou Vestspitsbergen. Por decisão do Estado norueguês, o arquipélago passou a ser designado por Svalbard, ficando a designação Spitsbergen reservada para a ilha do mesmo nome. Tal decisão baseia-se na existência, desde pelo menos 1194, de menção nas sagas viquingues a uma terra de Svalbard (que significa costa fria), embora não seja seguro que em referência ao arquipélago que hoje ostenta o nome.

### A baleação e a questão da soberania

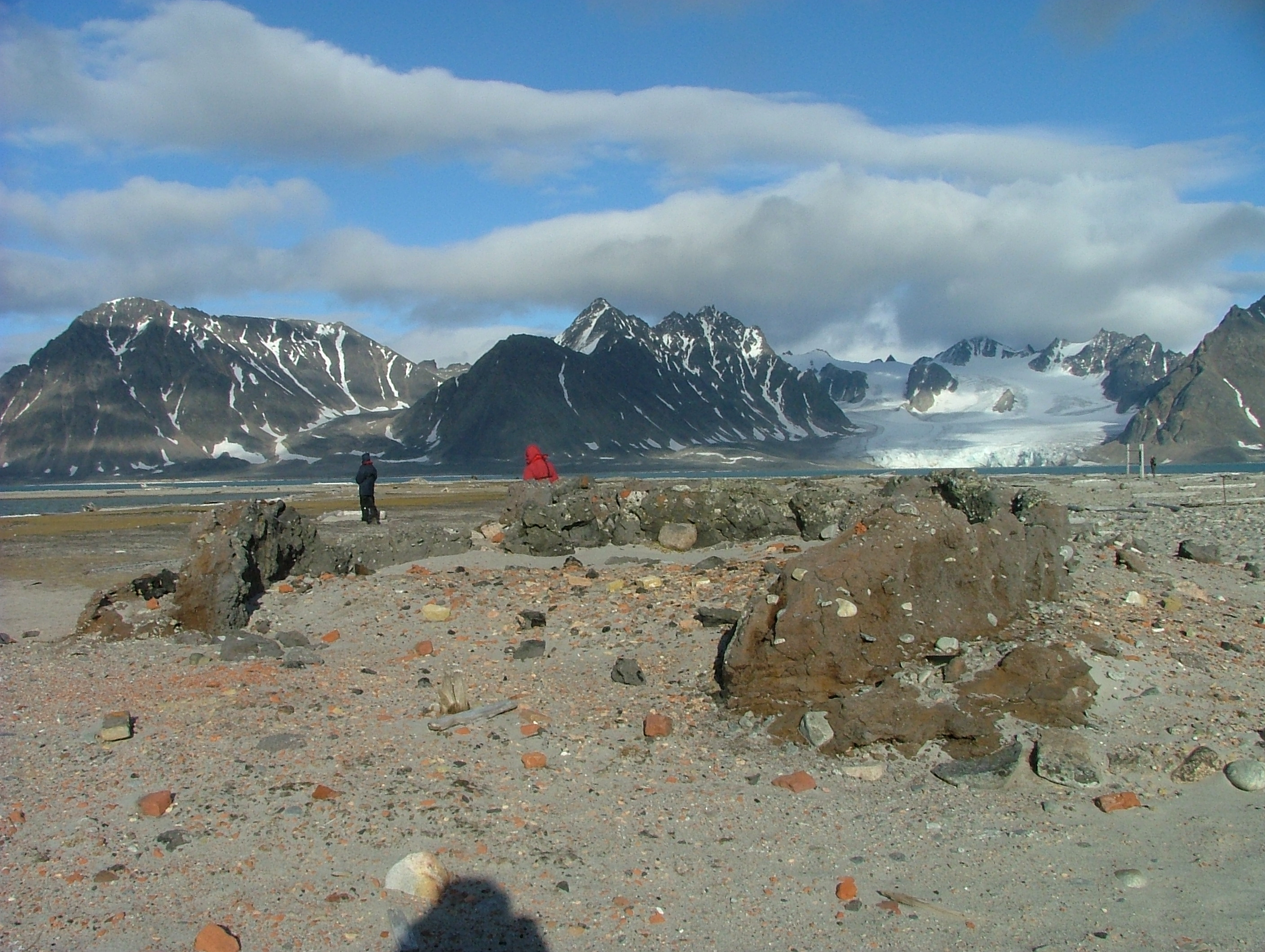
Ruínas da base baleeira neerlandesa de Esmeremburgo (século XVII)

Dado que o clima é extremo, as ilhas não têm qualquer interesse agrícola nem oferecem recursos que permitissem uma colonização economicamente apelativa. Assim, mesmo depois das expedições de Barents, as ilhas eram apenas ocasionalmente visitadas.
A descoberta de que as águas em torno das ilhas eram ricas em baleias e outros mamíferos marinhos, que podiam ser caçados para produção de óleos animais, levou a que em poucas décadas as costas das ilhas fossem mapeadas e que em cada verão ártico fossem organizadas expedições de baleação aos mares das ilhas. Tal incluiu a criação em terra de pequenas estações de desmancha e derretimento de carcaças de baleia, que eram ocupadas apenas durante o período de caça. De 1612 a 1720, a baleação ao largo da costa oeste de Spitsbergen reunia navios baleeiros dinamarqueses, neerlandeses, ingleses, franceses e noruegueses. Estima-se que apenas os neerlandeses tenham capturado neste período cerca de 60 000 baleias, que derretiam na sua base de Esmeremburgo.
Esta ocupação, ainda que temporária, veio suscitar a questão da soberania sobre as ilhas, que tinha permanecido relativamente indefinida, com todos os estados escandinavos, desde a Dinamarca à Noruega, que entretanto procurava afirmar a sua independência, para além da Rússia e dos Países Baixos, a reclamarem direitos sobre o arquipélago.
A questão agudizou-se quando se descobriu que a ilha era rica em carvão e em 1906 a empresa de capitais americanos Arctic Coal Company (ACC) pretendeu iniciar a exploração industrial. O povoado então fundado recebeu o nome de Longyearbyen, hoje a capital da ilha, em honra do americano John Munroe Longyear, principal acionista da ACC.
Em 1916, em plena Grande Guerra, a ACC vendeu a sua posição a interesses nórdicos e a companhia norueguesa Store Norske Spitsbergen Kulkompani A/S (SNSK), para além de outras duas empresas escandinavas e de uma neerlandesa, incrementou em muito a mineração, formando as primeiras colónias permanentes de dimensão apreciável no arquipélago.
Seguiram-se interesses russos, que também pretendiam acesso ao carvão da ilha, o que levou a uma crescente tensão em torno do domínio da ilha.
Terminada a guerra, as potências aliadas vencedoras resolveram apoiar as pretensões norueguesas, o que levou à assinatura em Paris, a 9 de fevereiro de 1920, do Tratado de Svalbard.

### Setor aeroportuário
Existe um aeroporto perto da capital da ilha - o Aeroporto de Svalbard. A companhia aérea SAS (Scandinavian Airlines) voa para lá, com destino a Oslo, capital norueguesa, do qual país a ilha pertence.

### O Tratado de Svalbard

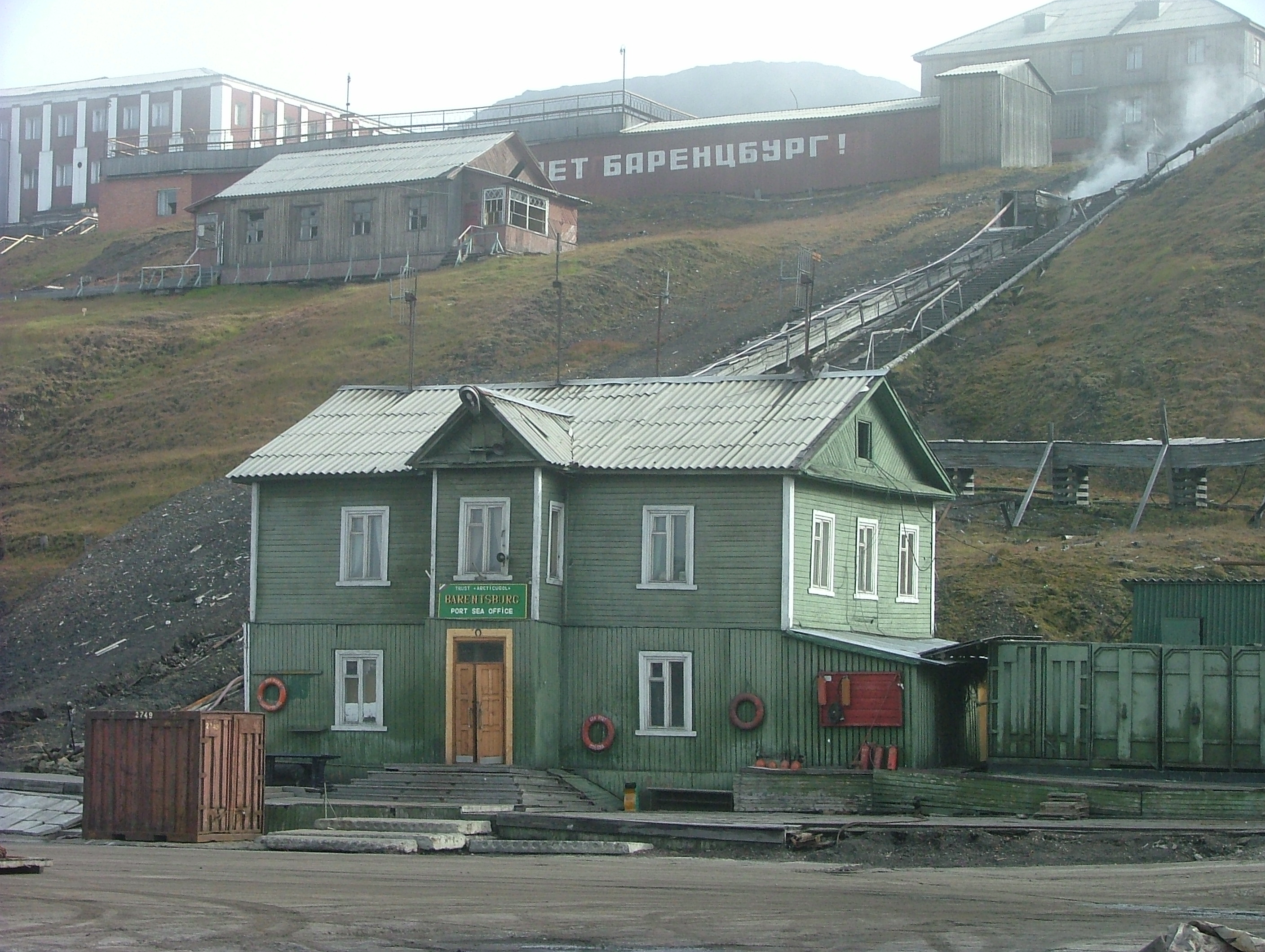
A colónia russa de Barentsburgo (Баренцбург)

Pelo Tratado de Svalbard, inicialmente assinado entre a Noruega, os Estados Unidos, o Reino Unido (e seus domínios do então Império Britânico), a França, o Canadá, a Austrália, a Dinamarca, a Itália, os Países Baixos, a Suécia e o Japão, a soberania norueguesa sobre a ilha foi reconhecida. A União Soviética aderiu em 1924, e a Alemanha em 1925. Hoje o tratado tem mais de 40 signatários, entre os quais Portugal. 
O Tratado de Svalbard, apesar de reconhecer a soberania norueguesa sobre o arquipélago, impõe como condição a sua perpétua desmilitarização e o direito dos cidadão dos países signatários nelas se estabelecerem livremente para exploração dos seus recursos naturais, embora subordinados às leis promulgadas pela Noruega, que, contudo, não pode discriminar positivamente os seus cidadãos face aos dos restantes Estados signatários.
Esta internacionalização de Svalbard levou a que durante a maior parte do século XX a ilha de Spitsbergen tivesse entre os seus residentes mais cidadão soviéticos que noruegueses, já que a União Soviética investiu substancialmente na exploração do carvão através da empresa estatal Trust Arktikugol (Арктикуголь), a única que, a par da norueguesa Store Norske Spitsbergen Kulkompani A/S, ainda mantém atividade mineira na ilha. Esta empresa adquiriu em 1932 as minas neerlandesas de Barentsburgo. Nos termos do tratado, a partir de 1925 a Noruega assumiu a administração da ilha tendo, entre outras medidas, estabelecido normas de proteção ambiental que foram pioneiras na Europa.

### A Segunda Guerra Mundial
Apesar de ser uma zona desmilitarizada, Svalbard está situada numa posição geoestratégica importante, pois controla o acesso aos portos russos de Murmansk e Arkhangelsk, os únicos por onde a Rússia tem acesso irrestrito (embora com problemas de gelo) ao Atlântico. Desencadeada a guerra, e ocupada a Noruega pela Alemanha Nazi, a atividade mineira foi suspensa e a ilha quase totalmente evacuada a 3 de setembro de 1941. Mesmo assim, forças alemãs bombardearam Longyearbyen e Barentsburgo em setembro 1943 e Sveagruva no ano seguinte. Terminado o conflito, a ilha passou a desempenhar um papel importante na Guerra Fria, com os seus mares a serem palco de frequentes incursões submarinas e aéreas.

## Governo e economia

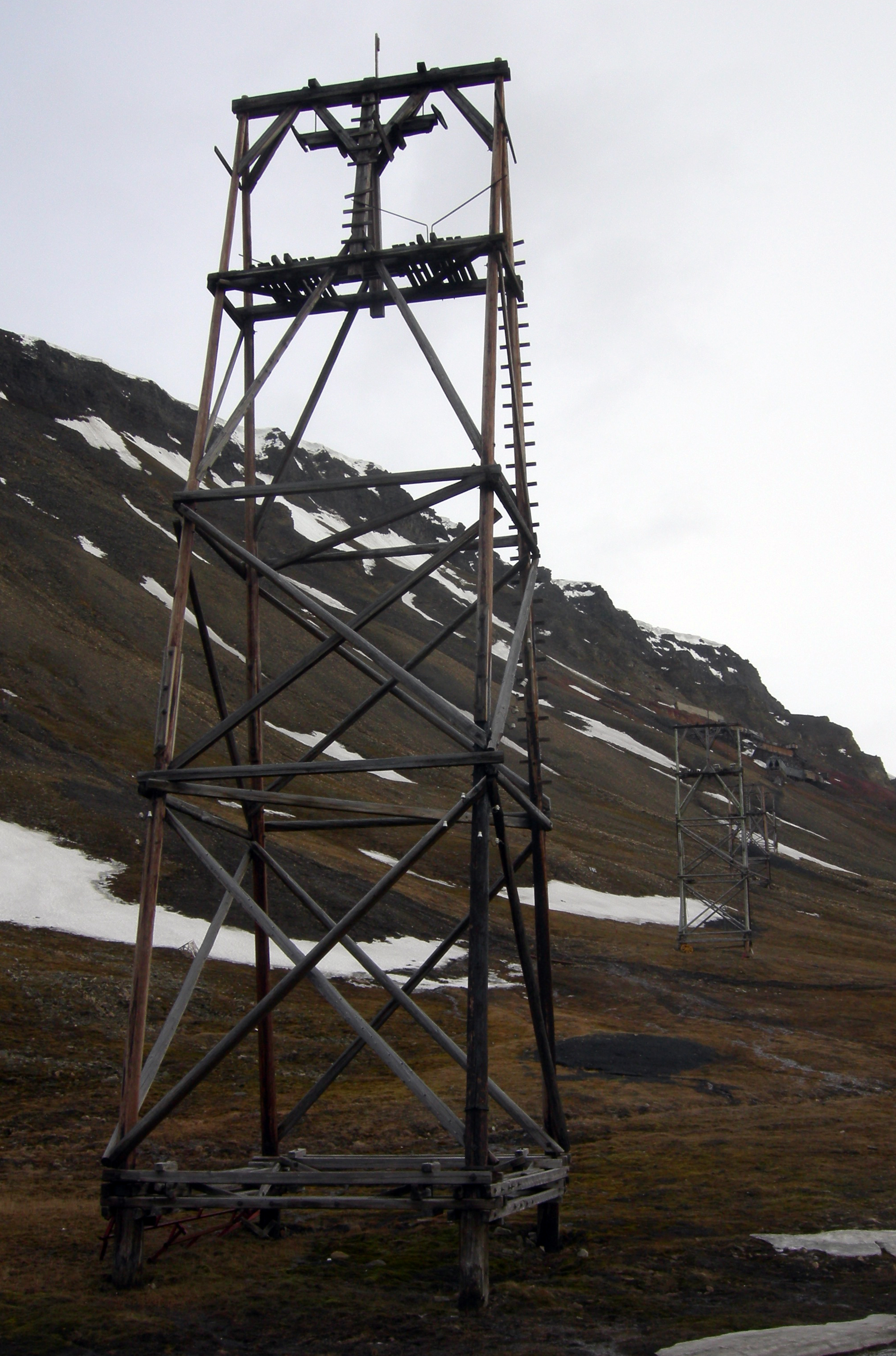

O arquipélago é governado desde 1925 pela Noruega, constituindo uma região especial dotada de sistema fiscal próprio (que não aplica a generalidade dos impostos noruegueses, incluindo os sobre o álcool e o tabaco) e de larga autonomia comunitária. 
A governação cabe a um governador, o "Sysselmaesteren på Svalbard", a autoridade máxima na ilha, assessorado por um conselho, e instalado num edifício no centro da cidade (Administrasjonsbygget for Sysselmannen).  

Os enclaves soviéticos, hoje russos, apenas nominalmente estão sob tutela norueguesa, funcionando com absoluta autonomia e apenas sujeitos às normas impostas pela empresa gestora.[carece de fontes?]
A economia está cada vez mais dependente do turismo, havendo um crescente número de visitantes e de transportes aéreos e marítimos.                  A investigação científica tem aumentado, com destaque para a geofísica, biologia e geologia polar, assim como para as alterações climáticas.                                  A mineração, por outro lado, tem vindo a diminuir progressivamente, estando hoje restrita às actividades russas em Barentsburgo.

Não existem estradas que liguem entre si as diversas povoações, estando o acesso dependente do navio ou do avião. O helicóptero e a mota de neve são os meios privilegiados de transporte.
Hoje a capital, Longyearbyen, concentra quase toda a atividade administrativa e comercial, sendo o principal porto de entrada na ilha. O Silo Global de Sementes de Svalbard (apelidado de "cofre do fim do mundo"), criado para preservar sementes de plantas cultiváveis de todo o mundo e inaugurado em 2008, foi instalado próximo da capital. 

As minas de carvão russas de Barentsburgo, com cerca de 340 residentes (2024), são uma colónia independente, com os seus acessos diretos ao exterior, central elétrica e de telecomunicações própria, hospital, hotel, pavilhão desportivo e escola. Para fornecer as necessárias vitaminas, e para combater a depressão que a falta de luz provoca durante o longo inverno polar, a colónia tem a sua estufa aquecida e iluminada, com horta e jardim, e até uma pocilga industrial para fornecer carne fresca. A Rússia possui um consulado em Barentsburgo.

A colónia russa de Pyramiden (Пирамида), uma autêntica cidade com o seu hospital, estufas, escolas, pavilhões desportivos e grandes blocos de apartamentos, foi abandonada em 2000, encontrando-se as suas excelentes instalações em rápida degradação. Em Ny Ålesund existe apenas uma pequena loja. Todas as estruturas construídas antes de 1946 são consideradas património cultural, estando legalmente protegidas.

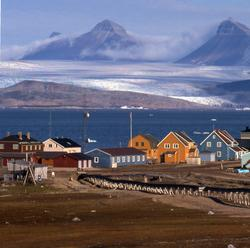
A povoação de Ny Ålesund, com o seu hotel e monumento a Roald Amundsen.